# Dehenna Davison
Dehenna Sheridan Davison (27 de julio de 1993) es una política y ex locutora británica, miembro del Partido Conservador británico. Ha sido miembro del Parlamento (MP) por el distrito de Bishop Auckland desde las elecciones generales de 2019. FueSubsecretaria de Estado Parlamentaria del Departamento de Vivienda y comunidades entre septiembre de 2022 y septiembre de 2023.
Hija de un cantero y una enfermera de guardería en Sheffield, Davison creció en una finca municipal y asistió a la escuela secundaria de Sheffield con una beca. Estudió Política Británica y Estudios Legislativos en la Universidad de Hull, donde fue delegada del sindicato de estudiantes NUS, y lideró con éxito una campaña para desafiliarse de dicho sindicato de estudiantes de la universidad en 2016.
Davison fue elegida diputada por el distrito Bishop Auckland en las elecciones generales de 2019. Fue candidata conservadora por Kingston upon Hull North y Sedgefield en las elecciones generales de 2015 y 2017, respectivamente. Davison es la primera conservadora en representar dicho distrito electoral desde su creación en 1885. Anteriormente, el escaño estuvo ocupado por los laboristas durante 84 años. Tras su elección, fue considerada una "estrella en ascenso" en el partido y un ejemplo de conservadora que representa a un distrito electoral del denominado muro rojo. Sin embargo, en 2022 anunció que no se presentaría a las siguientes elecciones generales. Apoyó a Liz Truss en su exitosa campaña para convertirse en primera ministra en septiembre de 2022 y posteriormente se convirtió en subsecretaria de Estado de vivienda. Davison es una liberal clásica y apoyó el Brexit.

## Trayectoria
Dehenna Sheridan Davison nació el 27 de julio de 1993 en Sheffield, South Yorkshire, Inglaterra, donde creció en una finca municipal. Su madre, Nicola, era enfermera infantil y su padre, Dominic, era cantero. Davison fue a la Sheffield High School, una escuela privada con una beca financiada por el banco HSBC. Cuando tenía 13 años, su padre fue atacado y asesinado. Su agresor fue absuelto del cargo de homicidio involuntario pero cumplió 18 meses de cárcel por otro cargo de agresión. Tres años después, ella representó a la familia en un tribunal de compensación por lesiones penales y comentó en entrevistas que aquella experiencia incentivó su interés por la política.
Davison estudió Política Británica y Estudios Legislativos en la Universidad de Hull. Durante su estancia en la universidad, pasó un año trabajando como asistente parlamentaria para Jacob Rees-Mogg, el diputado del noreste de Somerset. Davison también fue delegada del sindicato NUS y jugó para el equipo de lacrosse de la universidad. Lideró una exitosa campaña para desafiliar el sindicato de estudiantes de su universidad del NUS en 2016. Ese mismo año, Davison fue candidata conservadora para el distrito de Kings Park en las elecciones del Ayuntamiento de Hull, donde quedó última. En 2018, volvió a competir y quedó quinta en el barrio de Kingswood.
Al final de su adolescencia y principios de los veinte, mientras era estudiante, Davison tuvo multitud de trabajos, entre los que cabe mencionar trabajar en una tienda de videojuegos, en un casino, en una tienda de apuestas y en una sucursal de Pizza Hut. Antes de convertirse en diputada, Davison fue analista de investigación y desarrollo para LUMO, una empresa que asesora a empresas sobre créditos fiscales.

## Carrera parlamentaria
Davison fue seleccionada como candidata conservadora para el distrito electoral de Kingston upon Hull North en las elecciones generales de 2015. Quedó tercera detrás de los candidatos del Partido Laborista y del Partido de la Independencia del Reino Unido. Davison apoyó el Brexit en el referéndum de membresía de la Unión Europea del Reino Unido de 2016 y es una liberal clásica. Más adelante se enfrentó a Sedgefield en las elecciones generales de 2017, donde terminó segunda detrás del candidato laborista. En las elecciones de liderazgo del Partido Conservador de 2019, apoyó a Jeremy Hunt.
Fue elegida diputada por el,distrito de Bishop Auckland en las elecciones generales de 2019, con una mayoría de 7.962 (17,8%) con el movimiento del 9,5% del electorado del Partido Laborista a los Conservadores. Davison fue la primera diputada conservadora del distrito electoral desde su creación en 1885. El distrito había estado representado por un diputado laborista desde 1935. Su campaña se centró en promesas sobre Brexit y en la reapertura del departamento de emergencias del Hospital Bishop Auckland, que había sido cerrado en 2009. Desde su elección, se la consideraba "estrella en ascenso" en el partido y una conservadora prominente que representaba a un distrito electoral del denominado muro rojo. Pronunció su discurso de toma de posesión el 16 de enero de 2020. Ese mes, expresó su apoyo a desechar el proyecto ferroviario de alta velocidad HS2 y reinvertir el dinero en planes de transporte local.
El 14 de febrero de 2020, se informó que Davison había sido fotografiada con dos activistas de extrema derecha en una fiesta para celebrar el Brexit el 31 de enero en su circunscripción. Como respuesta a ello, Davison se distanció de las opiniones de los dos hombres afirmando: "Esas fotografías fueron tomadas en un evento abierto al público y de ninguna manera apruebo las opiniones de dichas personas".
Davison fue miembro del Comité Selecto de Asuntos Internos desde marzo de 2020 hasta noviembre de 2021. También es miembro del Grupo de Investigación Europeo, del comité directivo del Grupo de Investigación de China, de la junta directiva de los Conservadores de Cuello Azul, y miembro del consejo parlamentario del grupo de expertos de centro-derecha The Northern Policy Foundation.
En septiembre de 2020, Davison fue criticada por su propio partido tras burlarse del entonces líder laborista escocés Richard Leonard por tener acento inglés y sugerir que esta era la razón de la disminución del apoyo laborista en Escocia. Un portavoz de los conservadores escoceses manifestó entonces: "Esta crítica es inaceptable. Apoya el tipo de política divisiva que promueve el SNP".
En febrero de 2021, Davison creó el Grupo Parlamentario de Todos los Partidos (APPG) en contra de los asaltos y ocupó el cargo de presidenta hasta septiembre de 2022. Su padre había muerto de uno de estos asaltos cuando ella tenía 13 años.
Lanzó el Foro de Libre Mercado, un grupo de parlamentarios conservadores que defienden el liberalismo clásico y que está afiliado al grupo de expertos del Instituto de Asuntos Económicos con Greg Smith en abril de 2021.
Davison fue a de The Political Correction en GB News los domingos por la mañana entre junio de 2021 y septiembre de 2022.
Davison se abstuvo en la votación a favor del impuesto para asistencia sanitaria y social en septiembre de 2021. El impuesto aumentó las contribuciones al seguro nacional pagadas por empleados y empleadores en un 1,25% entre abril de 2022 y 2023 antes de convertirse en un impuesto separado. También fue una de los 99 parlamentarios conservadores que votaron en contra de la introducción de pases Covid en Inglaterra en diciembre de 2021. A principios de 2022, expresó su apoyo a la reforma de la Ley de Reconocimiento de Género de 2004 para incluir la autodeterminación, y la prohibición de la terapia de conversión para incluir a las personas transgénero.
Davison fue una de los 148 parlamentarios que votaron contra el primer ministro Boris Johnson en el voto de confianza del Partido Conservador de 2022 a su liderazgo el 6 de junio. Johnson sobrevivió al voto de confianza pero dimitió el 7 de julio de 2022 tras el escándalo de Chris Pincher y la posterior crisis gubernamental. Respaldó a Liz Truss en las elecciones de liderazgo del Partido Conservador de julio-septiembre de 2022.
Truss se convirtió en primera ministra el 6 de septiembre de 2022 y Davison fue nombrada subsecretaria de Estado Parlamentario en el Departamento de Vivienda y Comunidades dos días después. Rishi Sunak sucedió a Truss como resultado de las elecciones de liderazgo del Partido Conservador de octubre de 2022 y Davison mantuvo su cargo.
El 25 de noviembre de 2022, Davison anunció que dimitiría como diputada en las próximas elecciones generales, citando la necesidad de tener una "vida fuera de la política" y mantener a su familia. El 18 de septiembre de 2023 dimitió como subsecretaria de Estado por su migraña crónica.

## Biografía
Davison se casó con el concejal de la ciudad de Hull, John Fareham, 35 años mayor que ella, en 2018 (cuando Fareham tenía 59 años y Davison 24). La pareja apareció junta en la serie documental de Channel 4 Bride and Prejudice, que mostraba su boda en Guildhall, Kingston upon Hull. Se separaron antes de las elecciones generales de 2019. Davison se declaró bisexual en 2021 y es la primera diputada conservadora abiertamente bisexual. Desde 2022, mantiene una relación con el diplomático Tony Kay, jefe del departamento de la península arábiga en la Oficina de Asuntos Exteriores, Commonwealth y Desarrollo. Kay será embajador británico adjunto en Brasil en el verano de 2024 y Davison ha hablado de unirse a él allí cuando finalice su mandato como diputada. Vive en el pueblo de Coundon en el condado de Durham.
Como parte de la Semana de Concientización sobre la Salud Mental 2019, Davison habló sobre su experiencia personal de depresión e ideas suicidas mientras trabajaba en Londres como asistente parlamentaria, después de que a su abuela le diagnosticaran cáncer de pulmón y posteriormente muriera. También ha hablado sobre su consumo de antidepresivos.

## Reconocimientos
En noviembre de 2023, Davison fue incluida en la lista de 100 mujeres de la BBC.